# Internet Explorer 10
Windows Internet Explorer 10 (abreviado como IE10) es la décima versión del navegador web Internet Explorer lanzado por Microsoft en 2012, y es el navegador predeterminado en Windows 8. Esta versión sucede a Internet Explorer 9. El 12 de abril de 2011, Microsoft lanzó una primera versión de pruebas de plataforma (Platform Preview), la cual se ejecuta solamente en Windows 8 y añade nuevas funcionalidades con respecto a CSS 3, aceleración de hardware y soporte para HTML5. El lanzamiento, realizado solo cuatro semanas después del de la versión final de Internet Explorer 9, se ha advertido como parte de un ciclo de liberación rápida en el contexto de la denominada nueva guerra de navegadores.
En Windows 8, se divide en dos ediciones con diferentes interfaces de usuario: una aplicación Metro que no admite complementos y una aplicación de escritorio tradicional que conserva el soporte de complementos. En las computadoras de 64 bits, la edición Metro se ejecuta en modo de 64 bits de forma predeterminada. La edición de escritorio se puede ejecutar en modo de 64 bits al habilitar el modo protegido mejorado.
La instalación de Internet Explorer 10 como un componente de Windows Server 2012 fue lanzada el 4 de septiembre de 2012. La instalación de una vista previa de IE10 para Windows 7 se lanzó y se puso a disposición para su descarga el 5 de noviembre de 2012. La instalación de IE10 para Windows 7 SP1 se lanzó el 26 de febrero de 2013, aproximadamente 2 años después del lanzamiento del Service Pack de Windows 7.

## Historia
Windows Internet Explorer Platform Preview does not support any operating system earlier than Windows 7.
Windows Internet Explorer Platform Preview no soporta ningún sistema operativo anterior a Windows 7.
Instalador de Internet Explorer Platform Preview

Internet Explorer 10 fue anunciado por primera vez el 12 de abril de 2011 en la Conferencia MIX de Microsoft en Las Vegas, Nevada. En esta conferencia, Microsoft mostró una versión de demostración de Internet Explorer 10 junto con una versión de demostración de Windows 8. El mismo día, una versión «Platform Preview» de Internet Explorer 10 fue lanzada en el sitio web de Internet Explorer Testdrive.
El 14 de abril de 2011, Chris Jones, del equipo de Internet Explorer, anunció que Internet Explorer 10 soportará los diseños de CSS3 de cuadrícula, caja flexible y columnas múltiples.

## Características
Internet Explorer 10 viene en dos ediciones, la edición para escritorio para Windows 8 y Windows7 que es idéntica a IE9 y la edición moderna exclusivo de Windows 8 Metro/RT con interfaz radicalmente distinta. En la edición moderna la barra de direcciones se encuentra en el borde inferior de la pantalla y en vez de pestañas, muestra miniaturas de las páginas web, con un máximo de diez miniaturas simultáneas, ambas zonas se ocultan automáticamente y para hacerlas aparecer, se pulsa el botón derecho del ratón.

En la barra de direcciones vienen controles para ir, actualizar, retroceder y agregar a favoritos, además de una opción de anclar favoritos a la pantalla de inicio de Windows 8/RT.
Originalmente esta edición moderna no permitía el uso de Adobe Flash Player, hasta el 12 de marzo de 2013 cuando por medio de una actualización ya se habilitó el uso del plugin

### Flip Ahead
Es una nueva función para ambas ediciones (escritorio y metro), cuando el usuario entra en un sitio web dividido en varias páginas (como un foro web), descarga en segundo plano las siguientes páginas. Se encuentra desactivado de forma inicial.

### Cadena de agente de usuario
Debido a mejoramientos técnicos, el equipo de desarrollo de Internet Explorer decidió cambiar la cadena de agente de usuario. El código MSIE 9.0 fue cambiado a MSIE 10.0. El código Trident/5.0 de igual manera fue cambiado a Trident/6.0.
| Sistema operativo | ¿Modo de compatibilidad de IE7? | Cadena de agente de usuario                                      |
| ----------------- | ------------------------------- | ---------------------------------------------------------------- |
| Windows 7         | No                              | Mozilla/5.0 (compatible; MSIE 10.0; Windows NT 6.1; Trident/6.0) |
| Windows 7         | Sí                              | Mozilla/4.0 (compatible; MSIE 7.0; Windows NT 6.1; Trident/6.0)  |

## Historial de lanzamientos
| Color   | Significado                        |
| ------- | ---------------------------------- |
| Verde   | Versión actual                     |
| Púrpura | Versión de desarrollo (preliminar) |

| Versión mayor | Versión menor                            | Fecha de publicación     | Cambios significativos | Incluido en                          |
| ------------- | ---------------------------------------- | ------------------------ | --- | ------------------------------------ |
| Versión 10    | 10.0 Platform Preview 1 v2.10.1000.16394 | 12 de abril de 2011      | Soporte para varias propiedades CSS3 (multicolumna, cuadrícula, caja flexible, degradados), además del modo estricto ECMAScript5. Mejoras en el soporte de HTML5. | —                                    |
| Versión 10    | 10.0 Platform Preview 2 v2.10.1008.16421 | 29 de junio de 2011      | Soporte para positioned floats, arrastrar y soltar, API de archivos de HTML5, caja de arena (sandbox) HTML5, HTML5 Web Workers. | —                                    |
| Versión 10    | 10.0 Developer Preview v10.0.8102.0      | 13 de septiembre de 2011 | Compatible con Windows 8. Añade compatibilidad con transformaciones CSS en 3D, sombra de texto en CSS, efectos de filtro SVG, comprobación de ortografía, autocorrección, almacenamiento local de datos con IndexedDB y caché de aplicaciones HTML5, Web Sockets, así como pestañas en modo InPrivate. | Windows Developer Preview            |
| Versión 10    | 10.0 Platform Preview 4 v10.0.8103.0     | 29 de noviembre de 2011  | Unknown | —                                    |
| Versión 10    | 10.0 Consumer Preview v10.0.8250.0       | 29 de febrero de 2012    | Unknown. | Windows 8 Consumer Preview           |
| Versión 10    | 10.0 Release Preview v10.0.8400.0        | 31 de mayo de 2012       | Unknown | Windows 8 Release Preview            |
| Versión 10    | 10.0 v10.0.9200.16384                    | 1 de agosto de 2012      | Versión final RTM con el número de compilación 10.0.9200.16384 | Windows 8 y compatible con Windows 7 |